# Marie Simon-Pierre
Marie Simon-Pierre (nacida como Marie Pierre; Rumilly-en-Cambrésis, 27 de febrero de 1961) es una monja católica francesa. 
Se curó de una enfermedad a menudo descrita como enfermedad de Parkinson en 2005, poco después de la muerte del papa Juan Pablo II. El 14 de enero de 2011, el papa Benedicto XVI reconoce oficialmente esta curación como un milagro logrado por intercesión de Juan Pablo II, dando camino para su beatificación el 1 de mayo del mismo año.

## Biografía
Marie Pierre Normad nació el 27 de febrero de 1961, en la comuna francesa de Rumilly-en-Cambrésis. Proviene de una familia católica, religiosa y practicante, siendo la mayor de cinco hermanos.
Cambió su nombre por Marie Simon-Pierre, cuando ingresó en la Congregación de las Hermanitas de las Maternidades Católicas en 1982, a la edad de 21 años.
Ha trabajado en la maternidad de L'Étoile, en Puyricard, cerca de Aix-en-Provence (Occitania).

## La enfermedad
En 2002 le diagnosticaron enfermedad de Parkinson temprana, una enfermedad neurodegenerativa e incurable. El mal le afectaba la mitad izquierda del cuerpo. La enfermedad fue avanzando a pesar del tratamiento médico y tuvo que dejar sus tareas habituales en la sala de maternidad para trabajar en el área administrativa.

## El milagro
El 13 de mayo de 2005 el papa Benedicto XVI abrió el proceso de beatificación de su predecesor Juan Pablo II, que también padecía Parkinson. A partir de ese día ella misma y las demás religiosas de la congregación comenzaron a rezarle a Juan Pablo II pidiéndole intercesión para su curación. Sin embargo, la enfermedad continuó su rápido avance.
El 2 de junio pidió a su superiora que le permitiera dejar de trabajar porque no podía mantenerse en pie. Su superiora le dijo que Juan Pablo II todavía no había dicho la última palabra y le pidió que escribiera el nombre del papa en un papel. Era totalmente ilegible. 
Sin embargo esa misma noche sintió que debía escribir de nuevo. Se despertó como transformada y con una gran sensación de paz.
Su neurólogo constató que los síntomas habían desaparecido inexplicablemente.
La Congregación para las Causas de los Santos examinó escrupulosamente el caso y determinó que no tenía causa científica. Este milagro ha sido una pieza fundamental para la beatificación de Juan Pablo II.
En la actualidad Marie Simon-Pierre trabaja en la clínica Saint-Félicité, en París.